# Ammocrypta clara
Ammocrypta clara е вид лъчеперка от семейство Percidae. Видът е световно застрашен, със статут Уязвим.

## Разпространение
Разпространен е в САЩ.

## Описание
На дължина достигат до 7,1 cm.
Продължителността им на живот е около 3 години.